# Paul Decœur
Joseph Paul Cyrille Decœur, né le 9 février 1839 à Vienne (Isère) et mort le 6 mai 1923 à Paris 10e, est un ingénieur constructeur français. 

## Carrière[1]
Orphelin de père, Paul Decœur a eu pour correspondant (tuteur) un ancien ami et voisin de la famille, l'ingénieur Jacques Antoine Charles Bresse, le collaborateur aux constructions de Gustave Eiffel et qu'a côtoyé de près l'architecte Viollet-le-Duc. 
Il entre à l’École Polytechnique le 1er novembre 1859 (examen à Paris, grade sergent) et est promu élève à l’École des ponts et chaussées le 1er novembre 1861. Élève de 2e classe en mission en Seine-et-Marne le 1er juin 1862 (service de la navigation de la Seine, 1e section) et, ensuite, en mission dans le Finistère le 1er juin 1863 (service des chemins de fer de Rennes à Brest, 2e section). Élève de 1re classe le 13 juin 1863, avec Hors concours le 1er juin 1864, il est placé à Allais. Ingénieur de 3e classe le 1er novembre 1864. En disponibilité sans traitement le 16 mai 1866. Ensuite, il est chargé du service hydraulique de la Corse le 1er juin et à Corte le 1er décembre de cette année-là. 
Invité le 12 février 1870 à assister à la séance de la Société d'économie politique, à Paris, parmi les hautes personnalités du Corps Législatif du Second Empire, à la mémoire du 3e duc de Broglie. En effet, il a été invité à assister à cette séance « nécrologie de Broglie » car il était un proche de cette illustre et noble famille. 
Passé à Prades le 5 mai 1870 au service des chemins de fer Perpignan-Prades, mais presque deux semaines plus tard il retourne à Paris. Domicilié au 156, rue Saint-Jacques, à Paris 5e, (le n° 156  de la rue Saint-Jacques n'existe pas)  il déménage pour le 12, rue Choron, à Paris 9e. 
Pendant le siège de Paris (1870), il a pris part à la défense de la capitale, sans doute comme capitaine au 2e Bataillon de la Légion du Génie auxiliaire de la Garde Nationale de la Seine, sous les ordres du lieutenant-colonel Viollet-le-Duc, puisqu'il n'était pas indifférent à la politique de son temps. En outre, il n'a pas fui de Paris lors de l'insurrection de la Commune (1871), puisqu'il y est resté en son domicile, à Paris, sans travailler pendant presque un an. Or, en congé illimité le 1er mars 1871, il est remis en activité à Thiers le 1er février 1872. Comme ingénieur de 2e classe le 1er mai 1873, il a été attaché à la ligne des chemins de fer Clermont-Montbrizon le 1er décembre 1874. À Thiers, il brevette une invention le 24 septembre 1874 : "Turbine fonctionnant à volonté comme roue hydraulique et comme pompe centrifuge avec un système de cloisons directrices mobiles applicable à divers types". Ingénieur de 1e classe le 1er février 1879. En disponibilité avec demi traitement le 16 novembre 1887, il développe un « Bélier hydraulique à pulsations rapides ». Or, de la présentation de ce bélier hydraulique, connu par bélier Decœur, ainsi que la pompe centripète Decœur (un appareil étudié, construit et déjà exposé par lui dans la Société des Ateliers et Chantiers de la Loire, pour l’Exposition universelle internationale de 1889 à Paris) et de la vanne cylindrique Decœur, il reçoit la Médaille d’argent. Remis en activité à Paris pour les canaux d’Orléans, Briare et du Loing le 1er février 1888 sous les ordres de l'ingénieur en Chef du service des canaux. Responsable par les études du canal d'Orléans. En 1890, il brevette une autre invention : « Appareil Hydraulique avec nouveau modèle de turbine pour utilisation continue de la force des marées », brevets n.os 205 – 339, le 29 avril 1890, en proposant la génération d'électricité pour Paris par les marées. Retraité le 9 février 1899, âgé de 60 ans. Il est décédé en son domicile le 6 mai 1923, à l'âge de 84 ans, célibataire et enregistré sans profession.

## Identique à Fulcanelli?
Parmi de nombreuses hypothèses qui cherchent à identifier qui se cache sous le nom de Fulcanelli, le fameux alchimiste, l'une, qui revient à Walter Grosse, tient Paul Decoeur pour Fulcanelli lui-même. Decoeur aurait réussi la transmutation en 1909. Le disciple de Fulcanelli, Eugène Canseliet, aurait rencontré Decœur à Paris, rue de Marseille vers 1915.

### Œuvres
- "Mémoire sur les nouveaux types de turbines et de pompes centrifuges", Annales des Ponts et Chaussées, 1877 1er semestre, N.º 29, présenté dans l’Exposition universelle internationale de 1878 à Paris – Médaille d’argent pour la pompe Decœur.

### Articles
- "Utilisation continue de la force des marées au moyen des digues prévues à l’embouchure de la Seine", dans le journal « Le Génie Civil », Paris 1890, et déposé à la Bibliothèque nationale de France.
- "Soupape double, Automobile applicable aux écluses et aux grands réservoirs", par M. Paul Decoeur, ingénieur des Ponts et Chaussées, n° 69, décembre 1883 : d'après les Annales des Ponts et Chaussées, Commission des Annales, 1883, p. 605.